# Deinopis tuboculata
Espèce
Deinopis tuboculata est une espèce d'araignées aranéomorphes de la famille des Deinopidae.

## Distribution
Cette espèce est endémique de Cuba.

## Publication originale
- Franganillo, 1926 : Arácnidos nuevos o poco conocidos de la Isla de Cuba. Boletín de la Sociedad Entomológica de España, vol. 9, no 3/4, p. 42-68.